# Sérempuy
Sérempuy är en kommun i departementet Gers i regionen Occitanien i sydvästra Frankrike. Kommunen ligger i kantonen Mauvezin som tillhör arrondissementet Condom. År 2022 hade Sérempuy 42 invånare.

## Befolkningsutveckling
Antalet invånare i kommunen Sérempuy
Referens:INSEE